# Meteor Motors
Die Meteor Motors Ltd. war ein britischer Automobilhersteller in London. 1914–1916 wurden dort Wagen der oberen Mittelklasse gebaut.
Der Meteor 16/20 hp besaß einen Vierzylinder-Reihenmotor mit 2,3 l Hubraum. Sein Radstand betrug 2.896 mm.
Ihm zu Seite wurde der Meteor 20/28 hp gestellt, der mit einem Reihensechszylinderaggregat aufwarten konnte. Der Hubraum betrug 2,9 l und der Radstand des Wagens 3.404 mm.
1916 schloss die Firma kriegsbedingt ihre Tore und wurde nach dem Ersten Weltkrieg nicht wieder eröffnet.

## Modelle
| Modell   | Bauzeitraum | Zylinder | Hubraum  | Radstand |
| -------- | ----------- | -------- | -------- | -------- |
| 16/20 hp | 1914–1916   | 4 Reihe  | 2304 cm³ | 2896 mm  |
| 20/28 hp | 1914–1916   | 6 Reihe  | 2916 cm³ | 3404 mm  |

## Quelle
- David Culshaw & Peter Horrobin: The Complete Catalogue of British Cars 1895–1975. Veloce Publishing plc. Dorchester (1999). ISBN 1-874105-93-6